# Alberto Quiles
Alberto Quiles Piosa (Huelva, 27 de abril de 1995) es un futbolista español que juega como delantero en el Tianjin Jinmen Tiger F. C. de la Superliga de China.

## Carrera deportiva
Nacido en Huelva, Andalucía, Alberto daría sus primeros pasos futbolísticos en los juveniles del Recreativo de Huelva y el Celta de Vigo. El 24 de julio de 2014 firmaría por el Córdoba CF, siendo asignado para su filial que disputaba la ya extinta Segunda División B. Debutaría con el B el 7 de septiembre de 2014 en una victoria por 1-0 frente al Recreativo Granada. El siguiente 30 de enero saldría cedido al Marbella FC hasta final de temporada.
Al regresar de su cesión, Alberto anota 22 goles con el filial cordobés durante la campaña 2015-16 y su equipo logra volver a la Segunda División B. Debuta con el primer equipo el 20 de noviembre de 2016, entrando como sustituto de Alejandro Alfaro en un empate por 1-1 frente al CD Mirandés en Segunda División.
Para la temporada 2017-18, el 4 de julio de 2017, asciende definitivamente al primer equipo. Sin embargo, el 1 de agosto de ese mismo año se oficializa su salida en forma de cesión al UCAM Murcia CF por un año. Con el equipo murciano disputaría 22 partidos, anotando 5 goles.
Es repescado por el Córdoba en enero, pero durante el resto de la temporada jugaría prácticamente en el filial. Embarcado en una nueva temporada, en agosto volvería a salir cedido, en esta ocasión a su equipo formativo, el Recreativo de Huelva. Al acabar su cesión se quedaría en propiedad en el Recreativo, donde militó hasta 2021 para después marcharse al Deportivo de La Coruña en la recién creada Primera División RFEF.
Debutaría con el equipo gallego en el primer partido de la temporada, marcando el segundo de los 5 goles del Deportivo al Celta de Vigo "B" en un contundente 5-0. En las filas del conjunto deportivista, disputaría un total de 72 partidos en dos temporadas en las que anota 38 goles, lo que le convertiría en el máximo goleador histórico de Primera RFEF.
El 4 de julio de 2023, firma por el Albacete Balompié en la Segunda división española por dos temporadas.

## Clubes
| Club                       | País   | Año         |
| -------------------------- | ------ | ----------- |
| Córdoba CF "B"             | España | 2015-2017   |
| CP Villarrobledo (cedido)  | España | 2015 - 2017 |
| Córdoba CF                 | España | 2017-2019   |
| UCAM Murcia (cedido)       | España | 2017-2018   |
| Recreativo de Huelva       | España | 2018-2021   |
| Deportivo de La Coruña     | España | 2021-2023   |
| Albacete Balompié          | España | 2023-2025   |
| Tianjin Jinmen Tiger F. C. | China  | 2025-act.   |

|  |  |  |  |
|  |  |  |  |
|  |  |  |  |